# Z: Steel Soldiers
Z: Steel Soldiers (publié à l’origine sous le titre de Steel Soldiers en Amérique du Nord) est un jeu vidéo de stratégie en temps réel développé par les  Bitmap Brothers et publié pour Windows le 15 juin 2001 en Amérique du Nord.  Il constitue la suite du jeu vidéo Z dont il reprend l’univers de science-fiction et le système de jeu. La principale évolution par rapport à son prédécesseur étant le passage à la 3D. Le joueur y incarne un commandant d’une faction devant créer des robots de combats et combattre ses adversaires pour prendre le contrôle de territoires. Les objectifs des missions s’atteignent ainsi en prenant le contrôle de certaines zones de la carte plutôt qu’en récoltant des ressources comme dans les autres jeux de stratégie en temps réel. Bien que disposant d’un système de jeu solide et qu’ayant reçu des critiques plutôt favorable, le jeu n’a eu qu’un impact très faible sur le genre.

## Trame
Z: Steel Soldiers se déroule dans un univers de science-fiction déjà développé dans le premier épisode de la série : Z.

## Système de jeu
Comme Z, Z: Steel Soldiers est un jeu de stratégie en temps réel dans lequel le joueur incarne un commandant d’une faction devant créer des robots de combats et combattre ses adversaires pour prendre le contrôle de territoires. Les objectifs des missions s’atteignent ainsi en prenant le contrôle de certaines zones de la carte plutôt qu’en récoltant des ressources comme dans les autres jeux de stratégie en temps réel.

## Accueil
| Z: Steel Soldiers     |      |       |
| Média                 | Nat. | Notes |
| Computer Gaming World | US   | 2/5   |
| Eurogamer             | US   | 70 %  |
| Gamekult              | FR   | 70 %  |
| GameSpot              | US   | 68 %  |
| GameSpy               | US   | 88%   |
| Gen4                  | FR   | 80 %  |
| IGN                   | US   | 78 %  |
| Jeuxvideo.com         | FR   | 75 %  |
| Joystick              | FR   | 81 %  |
| PC Gamer US           | US   | 66 %  |